# 더 크립스
크립스(The Cribs)는 영국의 웨스트 요크셔 웨이크필드 출신 인디 록 음악 그룹이다. 쌍둥이인 게리 저먼과 리안 저먼, 그리고 이들의 동생인 로스 저먼으로 구성 돼있다. 2008년부터는 스미스의 기타 연주자였던 조니 마가 정식 구성원으로 가입했다.

## 구성원

### 현재 멤버
- 게리 저먼(Gary Jarman) - 베이스, 보컬(2000년 ~ 현재)
- 리안 저먼(Ryan Jarman) - 기타, 보컬(2000년 ~ 현재)
- 로스 저먼(Ross Jarman) - 드럼(2000년 ~ 현재)

### 과거 멤버
- 조니 마(Johnny Marr) - 기타(2008년 ~ 2011년)

### 세션 및 투어링 멤버
- 데이비드 존스(David Jones) - 기타(2011년 ~ 현재)

## 음반 목록

### 정규 음반
- The Cribs (2004년)
- The New Fellas (2005년)
- Men's Needs, Women's Needs, Whatever (2007년)
- Ignore the Ignorant (2009년)
- In the Belly of the Brazen Bull (2012년)